# Схинуса
Схинуса (греч. Σχοινούσα) — остров в Эгейском море.

## География
Входит в группу небольших островов Малые Киклады. Площадь острова составляет 8,5 км². Он расположен примерно в 6 км к югу от острова Наксос. Наивысшая точка — 133 м.
Согласно переписи населения 2001 года, на острове проживало 206 человек. Основным занятием жителей является сельское хозяйство. Развивается и сфера обслуживания туристов.